# Jezioro Ellswortha
Jezioro Ellswortha – jezioro podlodowcowe, położone na Ziemi Ellswortha na Antarktydzie Zachodniej. Zostało ono nazwane na cześć Lincolna Ellswortha, amerykańskiego badacza Antarktydy.
Jezioro znajduje się pod lodowcem o grubości 3,2 km i przypuszcza się, że zostało ono pozbawione kontaktu z powierzchnią kilkaset tysięcy lat temu. Obserwacje radarowe sugerują, że jest ono połączone siecią rzeczną z innymi jeziorami tej części kontynentu. Jezioro to było badane w drugiej połowie pierwszego dziesięciolecia XXI wieku metodami geofizycznymi, w tym sejsmologicznymi, w związku z planami przeprowadzenia wierceń i bezpośrednich badań sedymentologicznych i mikrobiologicznych w antarktycznym lecie 2012/13. Brytyjskim badaczom nie udało się jednak połączyć odwiertu głównego i pomocniczego, służącego do wyrównania ciśnień i dalsze prace w tym sezonie zostały odwołane.